# Ecseri út (stanice metra v Budapešti)
Ecseri út je stanice budapešťského metra na lince M3, která leží v jižní části Budapešti. Stanice byla otevřena 29. března 1980. Stanice je hloubená, uložená 4,4 metrů pod povrchem, s bočními nástupišti. V místě je umožněn přestup na tramvajovou linku 3.